# Claudio Meneses
Claudio Andrés Meneses Cordero (* 5. Februar 1988 in Hualañé) ist ein chilenischer Fußballspieler. Der Innenverteidiger gewann mit dem CD O’Higgins eine chilenische Meisterschaft.

## Karriere
Claudio Meneses begann seine Profikarriere 2008 bei Deportes La Serena und wechselte 2012 zum CD O’Higgins, wo er seinen größten Erfolg feierte. In der Apertura 2013/14 gewann er mit O’Higgins die erste chilenische Meisterschaft in der Klubhistorie und kam in elf der 18 Spiele zum Einsatz. Er spielte für weitere Klubs in Chile und sammelte 2016/17 seine einzige Auslandserfahrung in Malaysia bei Pahang. Seit Anfang 2024 steht er bei Curicó Unido unter Vertrag.

## Erfolge
O’Higgins
- Chilenischer Meister: 2013/14-A